# Mackenzie Rosman
Mackenzie Ryann Rosman, född 28 december 1989 i Charleston i South Carolina, är en amerikansk skådespelare.

## Karriär
Mackenzie Rosman är mest känd som Ruthie Camden, en av de sju barnen i TV-serien Sjunde himlen. 
Hon har en bror och en styvsyster, Kaitelyn, som medverkade i ett avsnitt av Sjunde Himlen, "Back in the saddle again", där Mackenzie och Kaitelyn red tillsammans. Kaitelyn var även med i avsnittet "x-mas" i säsong tio. Mackenzie Rosman härstammar delvis från cherokeser. Hon har en stor passion för hästar, och har åtta hästar på sin ranch utanför Los Angeles. På ranchen finns även hundar, katter, tamhöns, getter med flera djur. Rosman har tävlat i en internationell hästtävling.